# Serranobatrachus
Serranobatrachus — рід жаб родини Strabomantidae. Включає 7 видів.

## Поширення
Всі представники є ендеміками хмарних лісів і парамо у горах Сьєрра-Невада-де-Санта-Марта в Колумбії.

## Види
- Serranobatrachus carmelitae (Ruthven, 1922)
- Serranobatrachus cristinae (Lynch and Ruiz-Carranza, 1985)
- Serranobatrachus delicatus (Ruthven, 1917)
- Serranobatrachus insignitus (Ruthven, 1917)
- Serranobatrachus megalops (Ruthven, 1917)
- Serranobatrachus ruthveni (Lynch and Ruiz-Carranza, 1985)
- Serranobatrachus sanctaemartae (Ruthven, 1917)